# Ruồi mắt cuống
Ruồi mắt cuống loài côn trùng thuộc họ Ruồi Diopsidae. Họ này được phân biệt với hầu hết các loài ruồi khác bởi hầu hết các thành viên trong họ sở hữu "cuống mắt": hình chiếu từ hai bên đầu với mắt ở cuối. Một số loài ruồi từ các họ khác như Drosophilidae, Platystomatidae, Richardiidae, và Tephritidae có đầu tương tự, nhưng điểm độc đáo của Diopsidae là râu của chúng nằm trên cuống chứ không phải ở giữa đầu như ở tất cả các loài ruồi khác. Mắt có cuống hiện diện ở tất cả các thành viên của phân họ Diopsinae, nhưng không có ở Centrioncinae, chúng giữ lại đôi mắt không có cuống tương tự như mắt của các loài ruồi khác. Đôi mắt có cuống thường lưỡng hình giới tính, có cuống mắt nhưng ngắn hơn ở con cái.
Hình thái cực đoan được thể hiện bởi ruồi mắt cuống (đặc biệt là ruồi đực) đã được nghiên cứu nhằm hỗ trợ cho giả thuyết rằng các đặc điểm phóng đại của con đực có thể tiến hóa thông qua sự lựa chọn bạn đời của con cái và việc lựa chọn đồ trang sức của con đực sẽ gây ra phản ứng tương quan trong sở thích của con cái. Các nhà nghiên cứu lưu ý rằng những con ruồi đậu dọc theo bờ suối ở bán đảo Malaysia và những con đực có khoảng cách mắt lớn nhất được đi cùng với nhiều con cái hơn những con đực có khoảng cách mắt ngắn hơn. Từ tháng 1 đến tháng 10, các nhà nghiên cứu đã đếm con đực và con cái trên 40 sợi lông rễ dọc theo một đoạn dài 200 m của bờ suối để xác nhận quan sát này.